# كيريباتي في الألعاب الأولمبية
شاركت دولة كيريباتي لأول مرة في دورة الألعاب الأولمبية الصيفية لعام 2004 . وقد شاركت في كل دورة ألعاب صيفية منذ ذلك الحين ولكنها لم تشارك بعد بأي دورة ألعاب أولمبية شتوية .
بعد المشاركة في ألعاب الكومنولث لأول مرة في عام 1998 ، بدأت كيريباتي العمل من أجل عضوية اللجنة الأولمبية الدولية . خلال اجتماع اللجنة الأولمبية الدولية في براغ عام 2003 ، تم قبول كيريباتي في المنظمة و تقرر أن تشارك في الألعاب الصيفية لعام 2004 . تم نطق اسم الدولة بشكل خاطئ من قبل المسؤولين باللغات الثلاث - الفرنسية والإنجليزية واليونانية - خلال حفل الافتتاح. تألف وفدها من رافع الأثقال مياميا توماس والعداءين كاكياناكو ناريكي (أول منافس أولمبي من كيريباتي) وكايتينانو مويمويتا .

## التاريخ
أرادت كيريباتي الانضمام إلى الألعاب الأولمبية في الثمانينيات. تم إنشاء اللجنة الأولمبية الوطنية في عام 2002 ، ووافقت عليها اللجنة الأولمبية الدولية في عام 2003.  

## المرافق الرياضية والتدريب
عندما يتدرب الرياضيون بمفردهم ، فإنهم عادة ما يجرون حفاة. يتعين على رياضيي كيريباتي الذين يبلغ عددهم 80-90 أن يتقاسموا عشرة أزواج من الأحذية التي يمتلكونها عندما يتدربون على حلبة السباق ، المصنوعة من المرجان المسحوق. الممرات من المرجان الأسود ، مع رش رمال الشاطئ البيضاء لتمييز الممرات.  خلال موسم الأمطار ، يفيض المسار ، على الرغم من أن الرياضيين ما زالوا يتدربون عليه. 
لا يملك رافعو الأثقال صالة رياضية للتدرب فيها ؛ يتدربون خلف منزل مدربهم. إذا بدأ المطر ، يتوقف رافعو الأثقال عن التدرب. 

## جدول الميداليات

### ميداليات الألعاب الصيفية
حتى دورة الألعاب الأولمبية الصيفية لعام 2016 ، لم تفز كيريباتي بأي ميدالية أولمبية.
| Games              | Athletes     | Gold | Silver | Bronze | Total |
| 2004 أثينا         | 3            | 0    | 0      | 0      | -     |
| 2008 بكين          | 2            | 0    | 0      | 0      | -     |
| 2012 لندن          | 3            | 0    | 0      | 0      | -     |
| 2016 ريو دي جانيرو | 3            | 0    | 0      | 0      | -     |
| 2020 طوكيو         | Future event |      |        |        |       |
| 2024 باريس         | Future event |      |        |        |       |
| 2028 لوس أنجلوس    | Future event |      |        |        |       |
| Total              | Total        | 0    | 0      | 0      | -     |

## حملة الأعلام
- 2004 أثينا: Meamea Thomas[5]
- 2008 بكين: David Katoatau
- 2012 لندن: David Katoatau
- 2016 ريو دي جانيرو: David Katoatau

## روابط خارجية
- "Kiribati". International Olympic Committee. مؤرشف من الأصل في 2023-04-12.
- "Kiribati". Olympedia.com. مؤرشف من الأصل في 2024-05-02.
- "Olympic Analytics/KIR". olympanalyt.com. مؤرشف من الأصل في 2023-04-12.
- "مغامرة كيريباتي الأولمبية" ، أندرو فريزر ، بي بي سي ، 3 أغسطس 2004
- "Kiribati". International Olympic Committee. مؤرشف من الأصل في 2023-04-12.